# Peter Julius Coyet
Peter Julius Coyet, född 1618, död 1667, var en svensk diplomat.

## Biografi
Peter Julius var sonson till Gillis Coyet, bror till Fredrik Coyet och far till Wilhelm Julius Coyet.
Coyet studerade bland annat i Leiden, där han utgav en juridisk disputation 1639. Han blev referendarie i kansliet 1647 och 1652 därjämte assessor i Kommerskollegium.
Åren 1654–1655 var han utomordentligt sändebud i England och Holland. År 1657 avgick han i en ny beskickning till Holland. Detta var ett grannlaga uppdrag, då det gällde att lugna holländarna med avseende på Karl X Gustavs företag i landen kring Östersjön.
Såsom svensk fullmäktig avslöt Coyet i Vordingborg preliminärerna till freden i Roskilde (1658). Ur hans penna flöt den skrift, som i Europas ögon skulle rättfärdiga Karl Gustavs fredsbrott med Danmark sommaren 1658. 
Kort därpå sändes han ännu en gång till Holland för att förmå detta land att ej med vapen understödja Danmark. Det visade sig dock vara omöjligt att förekomma eller hindra ett fredsbrott från Hollands sida. 
Jämte Göran Fleming och Kristoph von Dohna fick Coyet det hedrande uppdraget att vara svensk fullmäktig vid fredsmäklingarna i Breda, där Sverige uppträdde som medlare mellan Holland och England, men han dog i nämnda stad redan 1667.
Coyet blev adlad 1649 och 1657 utnämndes han till statssekreterare och nio år senare till kansliråd. Han var en av Sveriges mest framstående diplomater på sin tid.